# Kim Tú
Huyện tự trị dân tộc Dao Kim Tú (Tiếng Tráng: Ginhsiu Yauzcuz Swci Yen, giản thể: 金秀瑶族自治县; phồn thể: 金秀瑤族自治縣; Hán-Việt: Kim Tú Dao tộc Tự trị huyện; bính âm: Jīnxiù Yáozú Zìzhìxiàn, Tiếng Ưu Miền: Jinv Souh Mienh Zih Zih Saauv) là một huyện thuộc địa cấp thị Lai Tân, khu tự trị dân tộc Choang Quảng Tây, Cộng hòa Nhân dân Trung Hoa. Huyện này có diện tích 2517 km², dân số năm 2004 là 150.000 người. Về mặt hành chính, huyện được chia thành 3 trấn, 8 hương.
- Trấn: Kim Tú, Đồng Mộc, Đầu Bài.
- Hương: Tam Giác, Trung Lương, La Xuân, Lục Hạng, Đại Chương, Trường 垌, Tam Giang, Thất Kiến.